# Ева Крейчова
Ева Крейчова (чеськ. Eva Krejčová; нар. 12 листопада 1976) — колишня чеська тенісистка.
Найвищу одиночну позицію світового рейтингу — 184 місце досягла 10 вересня 2001, парну — 255 місце — 12 лютого 2001 року.
Здобула 5 одиночних титулів туру ITF.

## Фінали ITF
| Турніри $25,000 |
| Турніри $10,000 |

### Одиночний розряд (5–5)
| Результат | Ранг | Дата            | Турнір                      | Покриття | Суперниця      | Рахунок       |
| --------- | ---- | --------------- | --------------------------- | -------- | -------------- | ------------- |
| Поразка   | 1.   | 7 лютого 1993   | Рунгстед, Данія             | Килим    | Cora Hofmann   | 3–6, 3–6      |
| Поразка   | 2.   | 13 грудня 1993  | Пршеров, Чехія              | Тверде   | Петра Лангрова | 2–6, 6–7(2)   |
| Перемога  | 1.   | 20 червня 1994  | Докси (Чеська Липа), Чехія  | Ґрунт    | Віржині Массар | 1–6, 6–0, 6–4 |
| Поразка   | 3.   | 27 червня 1994  | Пругониці, Чехія            | Ґрунт    | Клара Благова  | 6–7(2), 4–6   |
| Перемога  | 2.   | 13 жовтня 1996  | Нікосія, Кіпр               | Ґрунт    | Майке Каутстал | 6–2, 7–6(6)   |
| Перемога  | 3.   | 19 жовтня 1997  | Нікосія, Кіпр               | Ґрунт    | Кіра Надь      | 6–3, 2–6, 6–4 |
| Поразка   | 4.   | 22 березня 1998 | Канберра, Австралія         | Трава    | Аманда Грем    | 3–6, 4–6      |
| Поразка   | 5.   | 29 березня 1998 | Бендіго, Австралія          | Трава    | Аманда Грем    | 3–6, 2–6      |
| Перемога  | 4.   | 25 вересня 2000 | Саґа (Саґа), Японія         | Трава    | Фудзівара Ріка | 7–6(3), 6–2   |
| Перемога  | 5.   | 29 липня 2001   | Ле-Контамін-Монжуа, Франція | Тверде   | Леа Жирарді    | 6–1, 6–2      |

### Парний розряд (2–4)
| Результат | Ранг | Дата           | Місце               | Покриття   | Партнерка         | Суперниці                           | Рахунок       |
| --------- | ---- | -------------- | ------------------- | ---------- | ----------------- | ----------------------------------- | ------------- |
| Поразка   | 1.   | 27 червня 1994 | Пругониці, Чехія    | Ґрунт      | Ева Ербова        | Моніка Кратохвілова Мартіна Гаутова | 3–6, 6–4, 1–6 |
| Перемога  | 1.   | 12 грудня 1994 | Пршеров, Чехія      | Тверде (i) | Ольга Гостакова   | Анна Лінкова Генрієта Надьова       | 6–4, 6–4      |
| Поразка   | 2.   | 23 червня 1997 | Пльзень, Чехія      | Ґрунт      | Петра Рацлавська  | Людмила Черванова Зузана Валекова   | 7–5, 1–6, 2–6 |
| Поразка   | 3.   | 19 жовтня 1997 | Нікосія, Кіпр       | Ґрунт      | Людмила Черванова | Катя Альтілія Шарлотте Оґор         | 4–6, 5–7      |
| Поразка   | 4.   | 1 жовтня 2000  | Саґа (Саґа), Японія | Килим      | Нанні де Вільєрс  | Аманда Огастус Емі Дженсен          | 4–6, 3–6      |
| Перемога  | 2.   | 3 вересня 2000 | Пльзень, Чехія      | Ґрунт      | Гелена Вілдова    | Габріела Хмелінова Алена Вашкова    | 5–3, 4–1, 4–2 |